# Natasa Stork
Dans le nom hongrois  Stork  Natasa, le nom de famille précède le prénom, mais cet article utilise l’ordre habituel en français Natasa  Stork , où le prénom précède le nom.
Pour les articles homonymes, voir Stork  et Stork  (homonymie).
Natasa Stork , née le 22 janvier 1984 à Budapest (Hongrie), est une actrice hongroise.

## Biographie
Natasa Stork naît à Budapest en 1984. Son père travaille comme scénographe dans des productions cinématographiques.
Elle étudie le théâtre à l'Université des arts du théâtre et du cinéma de Budapest. Après ses études, elle est membre permanent de l'ensemble du Théâtre national de Budapest pendant deux saisons. Là, elle travaille dans des pièces de théâtre classique avec des metteurs en scène hongrois renommés. En 2010, grâce à une bourse de l'UE, elle passe un an à Amsterdam afin d'étudier la danse contemporaine. À partir de 2011, Natasa Stork est actrice indépendante. Elle joue dans les productions d'importants réalisateurs et collectifs des scènes indépendantes hongroises.
Elle travaille également avec le réalisateur de cinéma et de théâtre hongrois Kornél Mundruczó pour Tender Son: The Frankenstein Project (2010) et White God (2014) et est également vue dans un rôle plus petit dans son film La Lune de Jupiter. Dans Preparations to Be Together for an Unknown Period of Time (Felkészülés meghatározatlan ideig tartó együttlétre) de Lili Horvát, elle obtient son premier rôle principal dans un film et incarne Márta, une neurochirurgienne de quarante ans qui tombe amoureuse et laisse derrière elle sa brillante carrière aux États-Unis pour commencer une nouvelle vie avec cet homme. Cependant, l'amour de sa vie prétend qu'ils ne se sont jamais rencontrés auparavant. Viktor Bodó, qui joue l'objet de son désir dans le film, était l'un de ses professeurs lors de ses études théâtrales.
Au cours de sa carrière, dans laquelle elle est sur scène en Suisse, en Croatie, en France et en Allemagne, Stork joue à plusieurs reprises des rôles dans lesquels elle doit parler la langue nationale respective, mais selon ses propres déclarations, elle ne parlait pas ces langues,.
Lors de la Berlinale 2021, Stork est honorée en tant que Shooting Star européenne de la Berlinale.

## Filmographie partielle

### Au cinéma
- 2013 : Isteni müszak
- 2014 : White God
- 2017 : La Lune de Jupiter (Jupiter holdja)
- 2020 : Preparations to Be Together for an Unknown Period of Time (Felkészülés meghatározatlan ideig tartó együttlétre)

## Récompenses et distinctions
- 2020 : Festival du film des Arcs : Prix de la meilleure performance d'acteur pour Preparations to Be Together for an Unknown Period of Time (Felkészülés meghatározatlan ideig tartó együttlétre)[8],[9],[10]
- 2020 : Semana Internacional de Cine de Valladolid : Prix de la meilleure actrice pour Preparations to Be Together for an Unknown Period of Time (Felkészülés meghatározatlan ideig tartó együttlétre)[11],[12]